# Malé Ozorovce
Malé Ozorovce (in ungherese Kisazar) è un comune della Slovacchia facente parte del distretto di Trebišov, nella regione di Košice.